# Recuperació de l'idioma hebreu
El restabliment de la llengua hebrea va ser un procés que va tenir lloc a Europa i Israel a la fi del segle xix i durant el segle xx, al llarg del qual la llengua hebrea va canviar de la seva posició com a llengua únicament litúrgica, a ser una llengua escrita i parlada de status oficial en l'Estat d'Israel. No purament un procés lingüístic, el restabliment de l'hebreu s'integra en l'ona de canvis que va embolicar a l'aixecament del sionisme i l'establiment de l'Estat d'Israel, l'únic estat jueu del món, el 1948.
El procés de tornada a l'ús regular és únic; no hi ha altres exemples d'una llengua sense parlants natius que s'hagi convertit en llengua nacional de milions de parlants natius.
El restabliment també va portar amb ell canvis en la llengua. A pesar que els líders del procés van insistir que només estaven continuant "des del lloc on [l'hebreu] es va quedar sense vitalitat", ells, de fet, van crear una nova situació per a la llengua, que les seves característiques es deriven de tots els períodes de l'hebreu i també de llengües europees, de les quals va predominar l'ídix. L'actual situació de la llengua és l'hebreu modern o hebreu israelià en l'actualitat.